# Alsótelekes
Alsótelekes ist eine ungarische Gemeinde im Kreis Kazincbarcika im Komitat Borsod-Abaúj-Zemplén. Eine große Bedeutung hatte der Bergbau für den Ort, besonders der Abbau von Eisenerz und Gips.

## Geografische Lage
Alsótelekes liegt in Nordungarn, 36 Kilometer nordwestlich des Komitatssitzes Miskolc, 17,5 Kilometer nördlich der Kreisstadt Kazincbarcika an dem Fluss Telekes-patak. Nachbargemeinden sind Felsőtelekes im Westen und Szuhogy im Süden.

## Sehenswürdigkeiten
- Römisch-katholische Kirche Jézus Szentséges Szíve
- Weltkriegsdenkmal

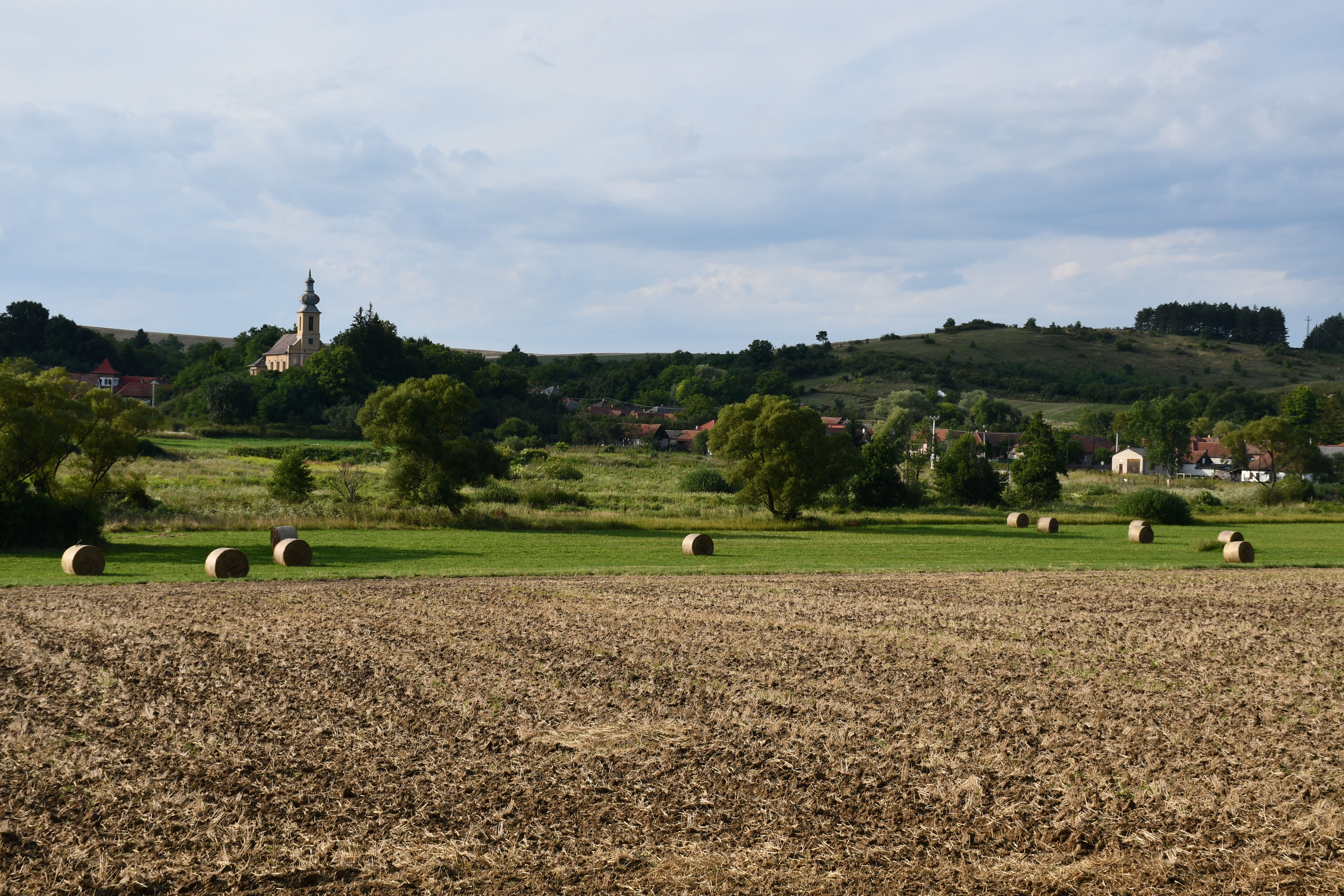
Blick auf Alsótelekes
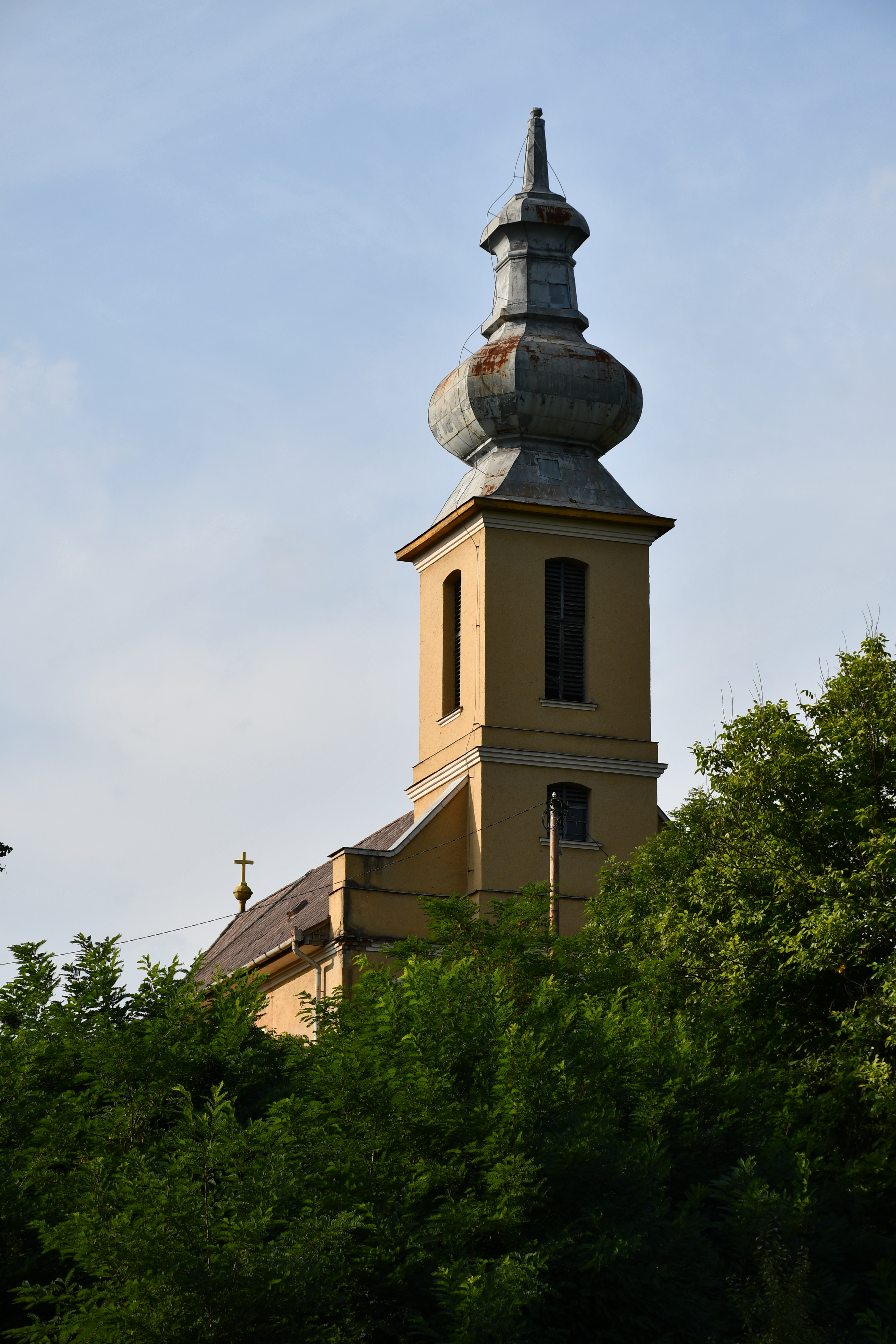
Röm.-kath. Kirche Jézus Szentséges Szíve

## Verkehr
Alsótelekes ist nur über die Nebenstraße Nr. 26107 zu erreichen. Es bestehen Busverbindungen über Felsőtelekes nach
Kánó und Rudabánya. Der nächstgelegene Bahnhof befindet sich 9 Kilometer östlich in Szendrő.